# Liste de records du monde masculins du 1 500 mètres en patinage de vitesse sur piste courte
Cette page contient l'historique des records du monde masculins du 1 500 m en patinage de vitesse sur piste courte tels qu'ils sont reconnus par l'Union internationale de patinage.
| Nom                 | Temps          | Date             | Lieu           |
| ------------------- | -------------- | ---------------- | -------------- |
| Tatsuyoshi Ishihara | 2 min 27 s 27  | 28 mars 1981     | La Haye        |
| Michel Daignault    | 2 min 25 s 25  | 22 février 1988  | Calgary        |
| Tatsuyoshi Ishihara | 2 min 23 s 38  | 30 novembre 1991 | Harbin         |
| Andrew Nicholson    | 2 min 22 s 710 | 7 mars 1992      | Pékin          |
| Eric Flaim          | 2 min 22 s 36  | 21 mars 1993     | Pékin          |
| Marc Gagnon         | 2 min 18 s 61  | 7 février 1995   | Guildford      |
| Marc Gagnon         | 2 min 18 s 16  | 1er mars 1996    | La Haye        |
| Feng Kai            | 2 min 15 s 50  | 11 novembre 1997 | Groningue      |
| Andrew Quinn        | 2 min 15 s 495 | 4 mars 2000      | Calgary        |
| Éric Bédard         | 2 min 15 s 393 | 3 mars 2001      | Edmonton       |
| Steve Robillard     | 2 min 15 s 383 | 12 octobre 2001  | Calgary        |
| Apolo Ohno          | 2 min 13 s 728 | 15 décembre 2001 | Salt Lake City |
| Steve Robillard     | 2 min 12 s 234 | 11 octobre 2002  | Calgary        |
| Ahn Hyun-soo        | 2 min 10 s 639 | 24 octobre 2003  | Marquette      |
| Noh Jin-kyu         | 2 min 9 s 041  | 10 décembre 2011 | Shanghai       |
| Sjinkie Knegt       | 2 min 7 s 943  | 13 novembre 2016 | Salt Lake City |